# Gertrud Arndt
Gertrud Arndt, rozená Hantschk (20. září 1903, Ratiboř – 10. července 2000, Darmstadt) byla německá fotografka a textilní designérka spolupracující s uměleckým uskupením Bauhaus. Je známá zejména díky své sérii autoportrétů z období kolem roku 1930. Je považována za průkopnici ženského autoportrétu.

## Biografie
Narodila se jako Gertrud Hantschk v září 1903 v Ratiboři (tehdejší Horní Slezsko) do skromných finančních poměrů, otec byl mistr v kožedělném průmyslu. Byla nejmladší ze čtyř dětí a s rodinou se několikrát stěhovali, než se v roce 1916 usadili v Erfurtu. V dětství rebelovala a ustřihla si copánky, matka s ní pak údajně několik týdnů odmítala mluvit. Zapojila se do mládežnického hnutí Wandervogel, vystoupila z církve a držela Bircher-Bennerovu dietu sestávající ze syrového ovoce a zeleniny. V roce 1919 se s cílem stát se architektkou zapsala do kurzů typografie, kresby a dějin umění na Kunstgewerbeschule (Škole designu) a zároveň nastoupila na tříletou praxi v erfurtské architektonické kanceláři Karla Meinhardta a začala pro firmu fotografovat místní stavby. Jejího talentu si všiml ředitel muzea Walter Kaesbach a zařídil jí stipendium města Erfurtu na Bauhausu v nedalekém Výmaru, kde v letech 1923–1927 studovala pod vedením László Moholy-Nagye, Vasilije Kandinského a Paula Klee. Arndt původně doufala, že bude studovat architekturu, avšak tehdejší ředitel Bauhausu studium architektury pro ženy nepodporoval a jako jediná žena v tomto kurzu se cítila bez šance.
Místo toho ji přesvědčili, aby se zapsala do tkalcovské dílny, kde studovala pod vedením Georga Mucheho a Günty Stölzlové. Věřila, že studium tkalcovství je jedinou možností, jak může jako žena ve studiu na Bauhausu pokračovat. Brzy se stala jednou z nejlepších návrhářek koberců v dílně, spolu s Benitou Koch-Otte. Její nejslavnější koberec, se od roku 1924 nacházel v kanceláři ředitele Bauhausu Waltera Gropia, což bylo skutečným projevem uznání. Koberec se sice nedochoval, ale podařilo se ho znovu utkat díky dochovaným nákresům. Je považován za jedno z mistrovských děl Gertrud Arndt a vyvrcholení její práce vycházející z myšlenek Paula Klee. V roce 1927 složila před tkalcovským cechem v saském Glauchau tovaryšskou zkoušku. Poté se již nikdy textilnímu návrhářství ani tkalcovství nevěnovala, od té doby se soustředila na fotografii, v níž se po celou dobu studií rozvíjela jako samouk.
V témže roce se provdala za svého spolužáka a architekta Alfreda Arndta, který byl v roce 1929 jmenován mistrem stavební dílny Bauhausu v Dessau. Bydleli ve služebním bytě Bauhausu a Arndt se zapsala do nově vytvořeného kurzu fotografie Waltera Peterhanse. Během pěti let, kdy se aktivně zajímala o fotografování (1929–1934), zachytila sebe a své přátele v různých stylech, kostýmech a prostředí v sérii známé jako Maskenselbstporträts (Maskované autoportréty). V roce 1931 se jí narodila dcera Alexandra a v roce 1937 syn Hugo.
Po politicky motivovaném uzavření Bauhausu v roce 1933 se manželé přestěhovali do Probstzelly v Durynsku, kde Alfred pracoval jako architekt na volné noze. V roce 1948 rodina uprchla ze sovětské zóny do Západního Německa, usadila se v Darmstadtu a od roku 1950 byli opět v kontaktu s dalšími bývalými členy Bauhausu. V poválečných letech zájem o Bauhaus opět rychle vzrostl. V roce 1979 se Gertrud Arndt dostalo mezinárodního uznání, když byly její fotografie vystaveny v Museum Folkwang v Essenu. Do Dessau se vrátila na pozvání společnosti Vorwerk v roce 1994, aby diskutovala o nové řadě koberců navržených výhradně ženami. Gertud Arndt zemřela v červenci 2000 ve věku devadesáti šesti let.

## Fotografie
V letech 1929–1934 vytvořila Arndt pod názvem Maskenselbstporträts (Maskované autoportréty) sérii 43 autoportrétů a také snímky své přítelkyně a textilní umělkyně Otti Berger. Její starý fotoaparát neměl samospoušť, proto si sestavila zařízení z násady od koštěte a několika centimetrů provázku. Oblékala se do krajek, závojů, šátků a květin a prostřednictvím kostýmů vytvářela hravé interpretace ženských postav, jako femme fatale, hodná holka, zábavychtivá dívka, vážená dáma, vážná a stoická vdova či žena nové doby. Přestože sama tehdy nepřisuzovala svým fotografiím hlubší umělecký význam, podle svých slov fotografovala jen tak pro zábavu, snímky byly nápadité a provokativní. Podobně jedinečný byl i její fotografický styl, který se vymykal obvyklým aspektům modernistické fotografie, k nimž často patřily extrémní úhly, konstruktivistické zrcadlení nebo geometrické zjednodušení. Místo toho je divák konfrontován přímo, bez možnosti ignorovat výraz sdělovaný tváří a doplňky, které ji rámují.
Fotografická tvorba Gertrud Arndt byla poměrně neznámá až do roku 1979, kdy poprvé vystavila své autoportréty v muzeu Folkwang v německém Essenu. Bývá srovnávána s fotografiemi svých současnic Marty Astfalck-Vietz a Claude Cahun. Je považována za průkopnici ženského autoportrétu. Její díla se vystavují nejčastěji v Německu, ale vystavovala také ve Spojených státech amerických, Španělsku a jinde.

## Výstavy
- 1979 muzeum Folkwang Essen[12]
- 1985 La photographie du Bauhaus Muzeum současného umění Montreal, Kanada[13]
- 1991 Alfred Arndt, Gertrud Arndt. Zwei Künstler aus dem Bauhaus. Museum Ostdeutsche Galerie Regensburg
- 1994 Gertrud Arndt : Photographien der Bauhaus-Künstlerin. The Hidden Museum Berlin
- 2006 Gertrud Arndt: Die Maskenporträts, Dessau 1930 Bauhaus Archiv Berlin[14]
- 2013 Gertrud Arndt: Weberin und Fotografin am Bauhaus 1923-1931. Bauhaus Archiv Berlín[15]
- 2013 Bauhaus und neues sehen: Fotografien von Lucia Moholy, Gertrud Arndt, Elsbeth Juda. Darmstadt
- 2023 Still Life - Then & Now | Drawings, Prints, Paintings & Photographs Victoria Munroe Fine Art New York[13]